# Трикутник Кеплера

Трикутник Кеплера — правильний трикутник сформований трьома квадратами з площами, що перебувають у геометричній прогресії відповідно до золотого перетину

Трикутник Кеплера — прямокутний трикутник довжини сторін якого перебувають у геометричній прогресії. Відношення сторін трикутника Кеплера прив'язано до золотого перетину
{\displaystyle \varphi ={1+{\sqrt {5}} \over 2}}
і може бути записане: {\displaystyle 1:{\sqrt {\varphi }}:\varphi }, або приблизно 1 : 1.2720196 : 1.6180339. Квадрати сторін трикутника перебувають у геометричній прогресії відповідно до золотого перетину.
Трикутники з подібним відношенням названі на честь німецького математика і астронома Йоганна Кеплера (1571—1630), який першим продемонстрував, що цей трикутник характеризується рівністю відношення між меншим катетом і гіпотенузою та золотим перетином. Трикутник Кеплера об'єднує дві математичні концепції — теорему Піфагора і золотий перетин, це глибоко захопило Кеплера.
Деякі джерела стверджують, що трикутник майже подібний трикутнику Кеплера можна побачити в піраміді Хеопса.

## Виведення
Факт того, що сторони {\displaystyle 1}, {\displaystyle {\sqrt {\varphi }}} та {\displaystyle \varphi }, формують прямокутний трикутник отримується прямо шляхом переписання квадратного полінома, що визначає золотий перетин {\displaystyle \varphi }:
{\displaystyle \varphi ^{2}=\varphi +1}
у вигляді теореми Піфагора:
{\displaystyle (\varphi )^{2}=({\sqrt {\varphi }})^{2}+(1)^{2}.}

## Побудова трикутника Кеплера

Спосіб побудови трикутника Кеплера через золотий прямокутник

Трикутник Кеплера може бути побудований за допомогою циркуля та лінійки через золотий прямокутник:
1. Малюємо звичайний квадрат
2. Проводимо лінію через середину одної сторони квадрата і протилежну вершину
3. Використовуємо цю лінію для накреслення дуги, що визначає висоту прямокутника
4. Використовуємо довшу сторону золотого прямокутника для малювання дуги, що перетинає протилежну сторону прямокутника і визначає гіпотенузу трикутника Кеплера

## Математичний збіг
Візьмемо трикутник Кеплера зі сторонами {\displaystyle a,a{\sqrt {\varphi }},a\varphi ,} і розглянемо:
- описане навколо нього коло і
- квадрат зі стороною, рівною середній за величиною стороні трикутника.

Тоді периметр квадрата ({\displaystyle 4a{\sqrt {\varphi }}}) и довжина кола ({\displaystyle a\pi \varphi }) збігаються з точністю до 0,1 %.
Це математичний збіг {\displaystyle \pi \approx 4/{\sqrt {\varphi }}}. Ці квадрат і коло не можуть мати однакової довжини периметра, оскільки в цьому випадку можна було б розв'язати класичну нерозв'язну задачу про квадратуру круга. Іншими словами, {\displaystyle \pi \neq 4/{\sqrt {\varphi }}} оскільки {\displaystyle \pi } — трансцендентне число.